# Męskie kręgi
Męskie kręgi – męskie grupy wsparcia działające w Polsce od początku XXI wieku.
Polskie męskie kręgi wywodzą się z podobnych grup, które powstały wcześniej w Ameryce i Europie Zachodniej. Najwcześniejsze męskie grupy wsparcia powstały w Stanach Zjednoczonych w latach 60. ubiegłego stulecia, co było związane z wcześniejszym pojawieniem się żeńskich grup wsparcia w ramach ruchu feministycznego. Według Terry'ego S. Steina było tak bowiem wraz z przedefiniowaniem żeńskiej roli płciowej, do którego dochodziło na gruncie feminizmu, coraz większa liczba mężczyzn odczuwała potrzebę dyskusji również na temat męskiej roli w zmieniającym się świecie. Liczba męskich grup wsparcia znacznie powiększyła się w związku z powstaniem na przełomie lat 80. i 90. ruchu mitopetyckiego zainspirowanego przez Roberta Blya. Te mitopoetyckie grupy są najbliższymi poprzednikami polskich męskich kręgów (Katarzyna Wojnicka uważa męskie kręgi wręcz za ruch imitacyjny w stosunku do ruchu mitopetyckiego, a więc stanowiący kalkę ruchu powstałego w innym kontekście kulturowym). Pierwsze męskie kręgi powstawały głównie dzięki inicjatywie coachów, takich jak Leszek Zawlocki, Michał Pyziak i Tomasz Kondzielnik, księży (Krąg Mężczyzn w Gdańsku Oliwie) oraz terapeutów, takich jak Wojciech Eichelberger, Jacek Masłowski czy Marcin Poćwiardowski. Dużą rolę w późniejszym rozpropagowaniu idei męskich kręgów odegrała Fundacja Masculinum, której prezesem został Jacek Masłowski.
Wojnicka zalicza męskie kręgi do ruchu męskiej duchowości. Stanowią one nieformalne zrzeszenia kilku lub kilkunastu osób, wyłącznie mężczyzn, co odróżnia je od męskich grup o charakterze profeministycznym, jak i ojcowskim, w których obecne są także nieliczne kobiety. Spotykają się one w miarę regularnych odstępach czasu, w mieszkaniach prywatnych, wynajętych pomieszczeniach, czy też w trakcie wyjazdów terenowych, w celu stworzenia pewnego rodzaju wspólnoty. Grupy mają charakter otwarty, tj. może do nich dołączyć każdy zainteresowany mężczyzna, akceptujący cele i wartości danej grupy. Wartością jest przy tym „przede wszystkim szeroko pojmowana harmonia duchowa oraz życie zgodnie z zasadami płynącymi z wypracowanego indywidualnie systemu wartości, którego rdzeń stanowić winna stabilna, choć różnorodnie definiowana męskość oraz silne, przyjacielskie więzi z innymi mężczyznami. Założenia te odbijają się w hierarchii celów ruchu, do których należą przede wszystkim: samorozwój, stworzenie męskiej wspólnoty, wymiana doświadczeń oraz (re)maskulinizacja”. Ta ostatnia ma przy tym dotyczyć zarówno samych członków grupy, mających kłopot ze zdefiniowaniem istoty „prawdziwej” męskości, jak i społeczeństwa jako całości, gdyż zdaniem wielu członków ruchu współczesne społeczeństwo jest sfeminizowane, co związane jest m.in. z kryzysem ojcostwa i zanikiem więzi emocjonalnych między samymi mężczyznami.
Tak jak inni uczestnicy ruchów męskiej duchowości członkowie męskich kręgów skupiają się głównie na działaniach wewnętrznych, których zadaniem jest zbudowanie atmosfery wspólnotowości i stworzenie silnych więzi emocjonalnych między członkami grup. Za przykład takich działań można uznać okazjonalne wyjazdy terenowe, podczas których uczestnicy mają możliwości wejścia ze sobą w bliższą relację, czerpiąc od siebie nawzajem „męską energię”, a także brania udziału w specyficznych „rytuałach przejścia”. I tak na przykład zgodnie ze stroną Męskiego Kręgu działającego przy Instytucie Psychoedukacji i Rozwoju Integralnego w Krakowie (jednego z najstarszych nieprzerwanie działających kręgów w Polsce) jego misją jest tworzenie przestrzeni zdrowych, autentycznych relacji, poszukiwanie własnych ścieżek rozwoju męskiego ducha, charakteru i siły, wspieranie się w walce o swoje wartości i potrzeby. Chociaż posiadają pewne cechy terapeutyczne, męskie kręgi nie są terapią grupową.
Pisząc w roku 2013 Wojnicka zauważała, że polski ruch męskiej duchowości (w ramach którego wyróżniała męskie kręgi i grupy o charakterze chrześcijańskim), którego członków łączy potrzeba z(re)definiowania własnej męskości oraz potrzeba kontaktu z innymi mężczyznami, „należy dziś do najdynamiczniej rozwijających się męskich inicjatyw społecznych. W związku z narastającą mnogością dyskursów dotyczących męskości, kobiecości i tożsamości gender–owych, jaką obserwować można w dzisiejszym społeczeństwie, zapotrzebowanie na tego typu grupy może z czasem wzrastać. Tym samym analizowany fenomen może stać się wkrótce istotnym elementem rodzimej rzeczywistości społecznej, zajmując ważną pozycję w polskim dyskursie gender–owym”. Historia męskich kręgów w następnej dekadzie zdaje się potwierdzać trafność jej przewidywań, ponieważ ich sieć ciągle się rozrasta i w 2025 są już obecne w niemal każdym większym mieście w Polsce.